# Королевский Австралийский монетный двор
Королевский австралийский монетный двор (англ. Royal Australian Mint) — главный монетный двор Австралии. Был открыт в феврале 1965 года. Находится в федеральной столице государства — Канберре, в пригороде Дикин. С 1965 года на монетном дворе чеканятся все монеты, имеющие хождение в стране.
До открытия монетного двора в Канберре австралийские монеты чеканились в филиалах Королевского монетного двора в Сиднее, в Мельбурне и в Перте. Королевский монетный двор Австралии — первый австралийский монетный двор, который не является филиалом Королевского монетного двора в Лондоне. Иногда для выпуска памятных монет используется монетный двор в Перте.
План строительства монетного двора был разработан в 1959 году, когда было предложено переместить филиал Королевского монетного двора из Мельбурна в Канберру. Монетный двор был официально открыт 22 февраля 1965 года, герцогом Эдинбургским, что совпало с переходом австралийской валюты на десятичную монетную систему, которая была введена в обращение 14 февраля 1966 года. Монетный двор в Мельбурне был закрыт, когда первоначальная необходимость выпуска большого количества новых банкнот и монет была удовлетворена. Часть сотрудников монетного двора из Мельбурна переехала в Канберру, чтобы работать на новом монетном дворе. Строительство монетного двора обошлось казне $ 5 млн австралийских долларов, а ещё $ 4 млн было потрачено на новое оборудование.
Монетный двор состоит из двух зданий: здания администрации и здания самого монетного двора. В административном здании находится мастерская гравёров, лаборатории, и помещение, в котором монеты подвергаются проверке, для обеспечения правильного размера и веса.
В 1984—1986 годах в здании монетного двора был проведён ремонт и переоснащение. Это было сделано для увеличения выпуска памятных монет, в связи с растущим спросом на данные монеты, а также для улучшения обслуживания посетителей.
На монетном дворе производятся коллекционные монеты из драгоценных металлов. Также монетный двор выпускает медали за военные заслуги и медали вручаемые в мирное время, в первую очередь — это Ордена Австралии. Королевский монетный двор и монетный двор в Перте выпустили медали для летних Олимпийских игр 2000 года. Королевский монетный двор Австралии также производит продукцию для коммерческих организаций, таких как казино, автомойки и т. д.
С момента своего открытия, двор выпустил более одиннадцати миллиардов монет и имеет потенциал для производства более двух миллионов монет в день, или более семисот миллионов монет в год. Также на монетном дворе выпускались монеты, которые являются национальной валютой многих стран. Таких например как: Новая Зеландия (в 1969), Папуа-Новая Гвинея, Тонга, Западное Самоа, острова Кука, Фиджи, Малайзия, Таиланд, Непал, Бангладеш, Израиль, Филиппины.
В ноябре 2001 года монетный двор выпустил первую в мире монету с двойной голограммой, в ознаменование столетия со дня основания Австралийской федерации. Также с 2001 года двор выпускает биметаллические монеты, и монеты с цветными рисунками (как например памятные доллары с изображением фауны Австралии).
11 декабря 2005 года Объединенный постоянный комитет по общественным работам представил в парламенте страны доклад, с рекомендациями реконструкции Королевского монетного двора Австралии с предполагаемой стоимостью работ — $ 41,2 миллиона австралийских долларов. Работы планировалось начать в октябре 2006 года с датой завершения в июне 2008 года для здания монетного двора, и в апреле 2009 года для реконструкции здания администрации.. В ходе реконструкции на монетном дворе появились промышленные роботы, используемые в производственном процессе.. Все работы связанные с реконструкцией монетного двора завершены в 2009 году и в настоящее время монетный двор открыт для посетителей.